# Liste des évêques et archevêques de Séville
Voici la liste des évêques, puis des archevêques de l'archidiocèse de Séville :
- Marcellus
- Savinus I (~287–300/306)
- Evidius
- Deodatus
- Sempronianus
- Geminus
- Glaucius
- Marcianus
- Savinus II (jusqu'en 441) (1re fois)
- Epifanius (441–461)
- Savinus II (461) (2e fois)
- Oroncius (~462–474)
- Zénon (~476–486)
- Asfalius (~486)
- Maximianus (~516)
- Salustius (~517–519)
- Crispinus (~522)
- Pigasius
- Stephanus I
- Theodulus
- Jacinthus
- Reparatus
- Stephanus II (jusqu'en 578)
- Léandre (584–600)
- Isidore (600–636) (Docteur de l'Église)
- Honoratus (636–641)
- Antonius (641–655)
- Fugitivus (dès 656)
- Bracarius
- Iulianus (jusqu'en 681)
- Floresindus (682–688)
- Felix (688–693)
- Faustinus (693–693)
- Gabriel
- Sisbertus
- Oppas (710–711)
- Nonitus
- Élias
- Theodulfus
- Aspidius
- Humelianus
- Mendulanus
- David
- Iulianus II
- Theodula
- Jen I (839–850)
- Recafred (850–860)
- ? (864)
- Iulianus II
- Iulianus III (937)
- Clementus (1144)
- Philippe de Castille (1251–1258)
  - Sanche (1259–1261), frère de Philippe, aussi archevêque de Tolède
- Raimundo de Losana (1259–1286)
- Fernando Pérez (1286–1289)
- García Gutiérrez (1289–1294)
- Sancho González (1294–1295) (1re fois)
- Gonzalo (1295)
- Sancho González (1295–1299) (2e fois)
- Juan Almoravid (1300–1302)
- Fernando Gutiérrez Tello (1303–1323)
- Juan Sánchez (1323–1348)
- Nuño de Fuentes (1349–1361)
- Alonso de Vargas (1361–1366)
- Pedro Gomez de Barosso Albornoz (1369–1371)
- Fernando Álvarez de Albornoz (1371–1378)
- Pedro Álvarez de Albornoz (1379–1390)
- Gonzalo de Mena y Roelas (1394–1401)
- Alfonso de Egea (1403–1417) (depuis 1408 administrateur)
- Diego de Anaya Maldonado (1418–1431) (1re fois)
- Lope de Olmedo (1432) (administrateur)
- Juan de Zerezuela (1433–1434)
- Diego de Anaya Maldonado (1435–1437) (2e fois)
- Gutierre Álvarez de Toledo (1439–1442) (maison Álvarez de Toledo)
- García Enríquez Osorio (1442–1448)
- Juan Cervantes (1449–1453) (administrateur)
- Alonso de Fonseca y Ulloa (1454–1460) (1re fois)
- Alonso de Fonseca (1460–1464) (administrateur)
- Alonso de Fonseca y Ulloa (1464–1473) (2e fois)
- Pietro Riario (1473–1474)
- Pedro González de Mendoza (1474–1482) (administrateur)
- Iñigo Manrique de Lara (1483–1485) (maison Manrique de Lara)
- Rodrigo de Borja y Escrivá (1485)
- Diego Hurtado de Mendoza (1485–1502)
- Juan de Zúñiga y Pimentel (1503–1504)
- Diego de Deza, O.P. (1504–1523)
- Alfonso Manrique de Lara (1523–1538)
- García de Loaysa y Mendoza, O.P. (1539–1546)
- Fernando de Valdés (1546–1566)
- Gaspar Zúñiga Avellaneda (1569–1571)
- Cristóbal Rojas Sandoval (es) (1571–1580)
- Rodrigo de Castro Osorio (de Lemos) (1581–1600)
- Fernando Niño de Guevara (1601–1609)
- Pedro Castro Quiñones (1610–1623)
- Luis Fernández de Córdoba (1624–1625)
- Diego de Guzmán  Haros (1625–1631)
- Gaspar de Borja y Velasco (1632–1645) (aussi archevêque de Tolède)
- Domingo Pimentel Zúñiga, O.P. (1641–1652)
- Agustín Spínola Basadone (1645–1649)
- Pedro Tapia, O.P. (1652–1657)
- Pedro Urbina Montoya, O.F.M. (1658–1663)
- Pedro de Urbina de Montoya, O.F.M. (1658–1663)
- Antonio Paiño Sevilla (1663–1669)
- Ambrosio Ignacio Spínola (1668–1684)
- Jaime de Palafox y Cardona (1684–1701)
- Manuel Arias y Porres, O.S.H. (1702–1717)
- Felipe Antonio Gil Taboada (1720–1722)
- Luis Salcedo Azcona (1722–1739)
- Louis Antoine de Bourbon (1741–1754) (administrateur)
- Francisco de Solís Folch de Cardona (1755–1776)
- Francisco Javier Delgado Venegas (1776–1778) (aussi patriarche des Indes occidentales espagnoles)
- Alfonso Marcos Llanes (1783–1795)
- Antonio Despuig y Dameto (1795–1799)
- Louis Marie de Bourbon (1799–1800) (aussi archevêque de Tolède)
- Romualdo Antonio Mon Velarde (1816–1819)
- Francisco Javier de Cienfuegos y Jovellanos (1824–1847)
- Judas José Romo y Gamboa (1847–1855)
- Manuel Joaquín Tarancón y Morón (1857–1862)
- Luis de la Lastra y Cuesta (1863–1876)
- Joaquín Lluch y Garriga, O.C.D. (1877–1882)
- Zeferino González y Díaz Tuñón, O.P. (1883–1885) (aussi archevêque de Tolède)
- Bienvenudo Monzon y Martin (1885–1885)
- Zeferino González y Díaz Tuñón, O.P. (1886–1889)
- Benito Sanz y Forés (1889–1895)
- Marcelo Spínola y Maestre (1895–1906)
- Salvador Castellote y Pinazo (1906–1906)
- Enrique Almaraz y Santos (1907–1920) (aussi archevêque de Tolède)
- Eustaquio Ilundáin y Esteban (1920–1937)
- Pedro Segura y Sáenz (1937–1957)
- José María Bueno y Monreal (1957–1982)
- Carlos Amigo Vallejo, O.F.M. (1982–2009)
- Juan José Asenjo Pelegrina (2009-2021)
- José Ángel Saiz Meneses (es) (depuis 2021)